# Tirpitz-stelling
De Tirpitz-stelling was een Duitse verdedigingsstelling in de buurt van Blåvand, nabij de Deense stad Esbjerg. Tijdens de Tweede Wereldoorlog werd aan de bouw van de stelling begonnen, maar het werd door de Duitsers nooit afgebouwd.

## Geschiedenis
In november 1943 kreeg Erwin Rommel de opdracht om de Atlantikwall - de Duitse kustverdediging - te inspecteren en waar nodig te versterken. Al snel achtte hij het nodig om nabij Esbjerg een bunkercomplex te bouwen, waar in 1944 dan ook mee gestart werd. 
De Tirpitz-stelling zou vier 380mm-kanonnen omvatten, die de zeeroute naar Esbjerg moest dekken. De kanonnen hadden een reikwijdte van 42 tot 45 kilometer. De stelling bestond uit 6000 m³ beton.
De Duitsers bouwden de Tirpitz-stelling nooit af en de kanonnen werden nooit ingebouwd. Aan het einde van de Tweede Wereldoorlog lagen vier kanonnen op het treinstation van Guldager, tussen Varde en Esbjerg. Ze konden niet verder vervoerd worden, omdat de brug in Varde het gewicht van 110 ton niet kon dragen.
Tegenwoordig is de stelling een museum.